# Uebersyren
Uebersyren är en ort i Luxemburg.   Den ligger i distriktet Luxemburg, i den centrala delen av landet, 11 kilometer öster om huvudstaden Luxemburg. Uebersyren ligger 251 meter över havet och antalet invånare är 616.
Terrängen runt Uebersyren är huvudsakligen platt, men söderut är den kuperad.  Runt Uebersyren är det ganska tätbefolkat, med 230 invånare per kvadratkilometer.. Närmaste större samhälle är Luxemburg, 10,8 kilometer väster om Uebersyren. 
Omgivningarna runt Uebersyren är en mosaik av jordbruksmark och naturlig växtlighet.